# Fonti e storiografia su Nerone

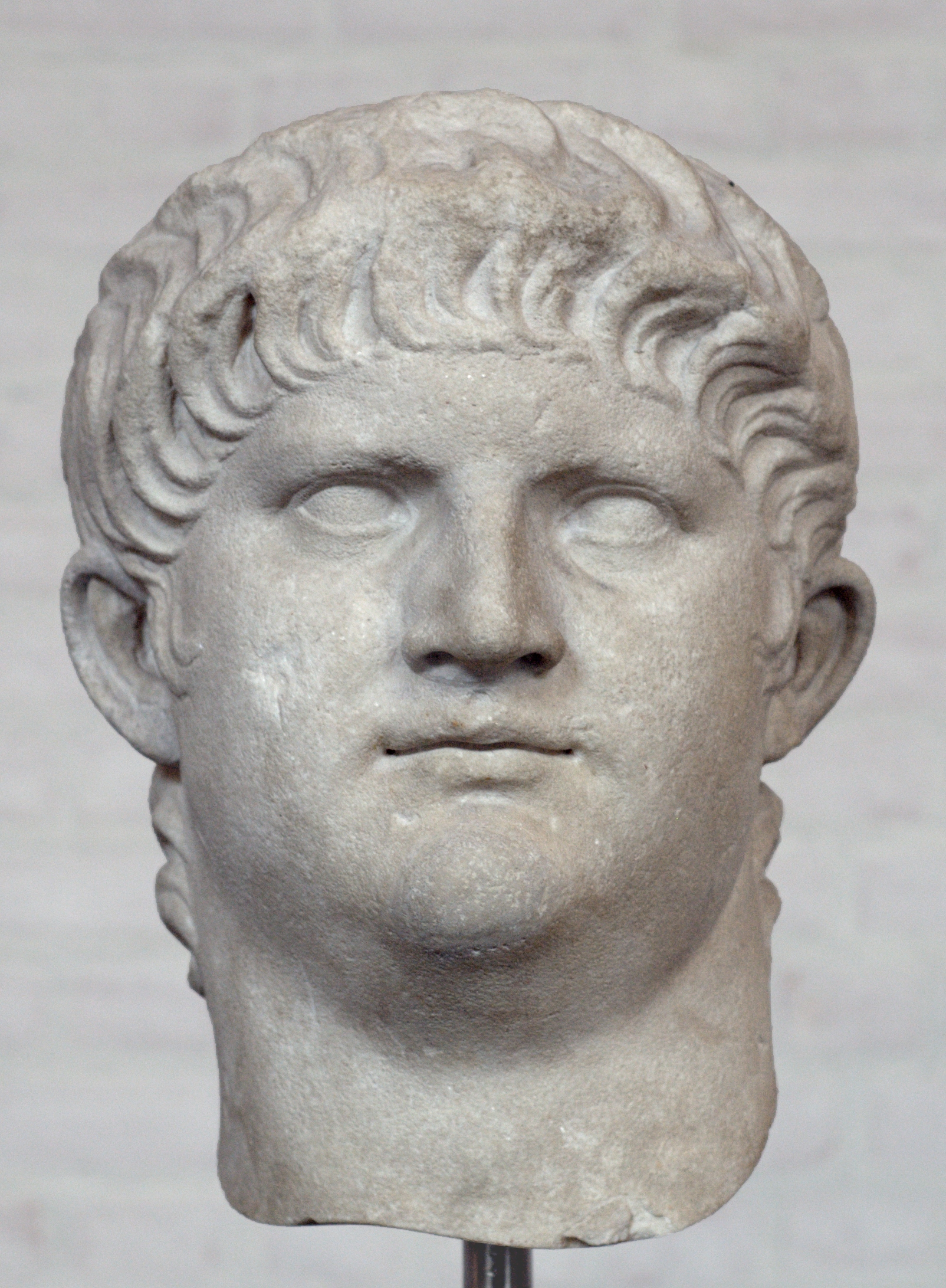
Testa in marmo di Nerone presso la Gliptoteca di Monaco di Baviera

Per fonti e storiografia su Nerone si intendono le principali fonti (letterarie, numismatiche, archeologiche, ecc.) contemporanee alla vita dell'imperatore romano Nerone, nonché la descrizione degli eventi di quel periodo e l'interpretazione datane dagli storici, formulandone un chiaro resoconto (logos), grazie anche all'utilizzo di più discipline ausiliarie.

## Storiografia antica
Nerone venne descritto, sia da Tacito, sia da Svetonio e Cassio Dione (ed in generale dagli storici antichi) in maniera estremamente negativa, a volte quasi eccessiva per essere vera.
Svetonio descrive così alcuni eccessi comportamentali di Nerone:
(Svetonio, Nerone, XXVI)

## Nerone nella storiografia cristiana

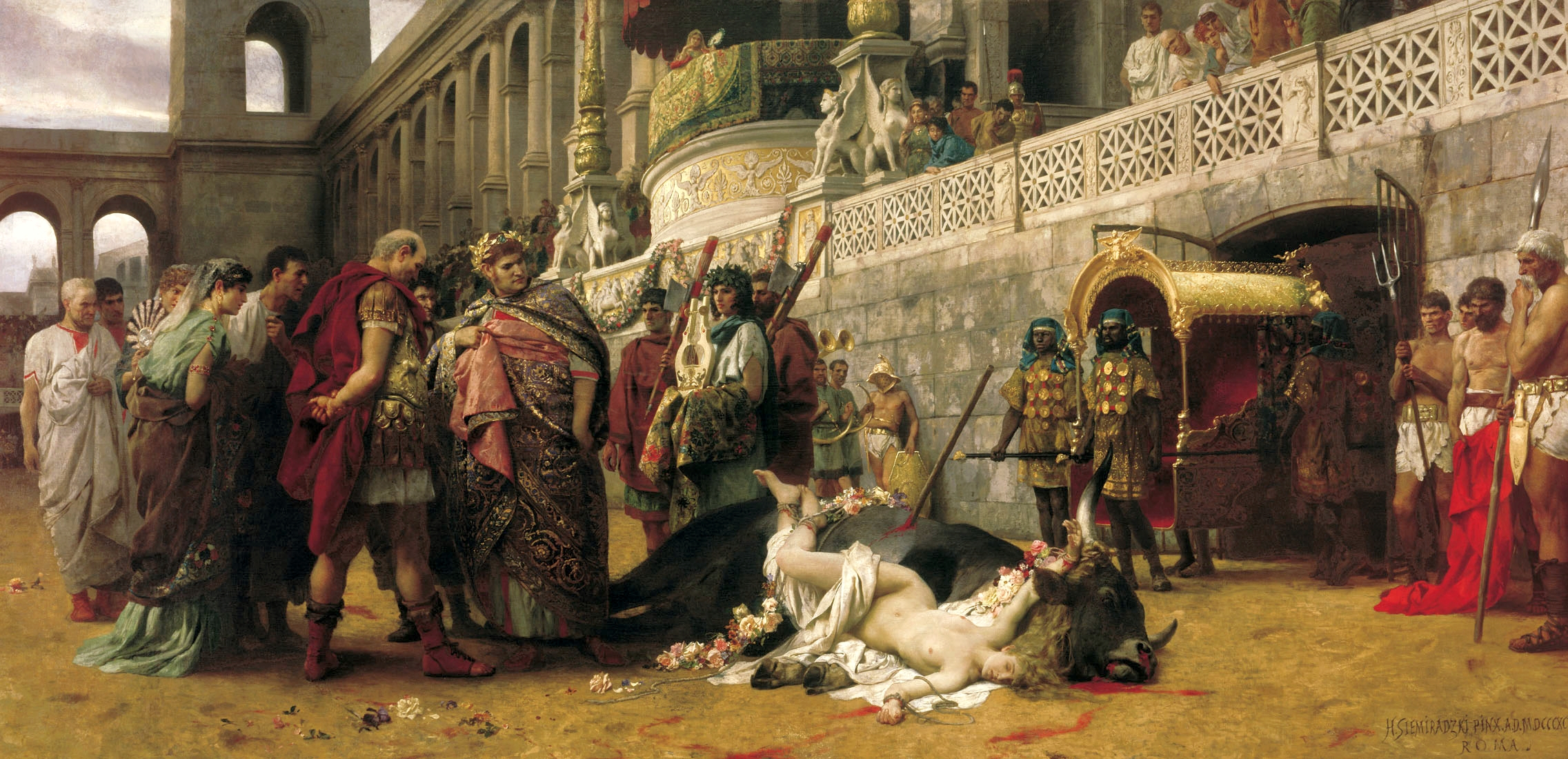
Una martire cristiana, olio su tela del pittore Henryk Siemiradzki, 1897, Varsavia, National Museum.

L'immagine di Nerone è stata tramandata da storici cristiani come Tertulliano e Lattanzio quale autore della prima persecuzione contro i cristiani, nonché responsabile del martirio di moltissimi cristiani e dei vertici della Chiesa Romana, cioè San Pietro e San Paolo. Vi è la probabilità, secondo qualche storico, che un provvedimento di Nerone nei confronti dei Cristiani, forse sollecitato da Poppea (la quale favoriva i capi ebrei di Roma) fosse il cosiddetto Editto di Nazaret, databile per alcuni al 62; molti storici attribuiscono invece a Tiberio o Claudio il provvedimento, che vietava l'asportazione dei cadaveri dai sepolcri, sotto minaccia di pena capitale, che sarebbe comunque precedente però all'incendio di cui il popolo e Nerone accusarono i cristiani.
La voce che circolava - infondata - era che l'imperatore fosse il responsabile dell'incendio. Nella verità l'imperatore offrì l'uso della reggia ai senzatetto e organizzò squadre di pompieri (e non suonò la cetra mentre Roma bruciava). In realtà emise condanne contro i cristiani non per la loro religione ma seguendo le leggi molto severe nei confronti dei non cittadini romani. Il primo editto ufficialmente anti-cristiano risale invece all'epoca di Domiziano.
Facendo un esempio, anche Traiano, imperatore amato dalla storiografia cristiana, perseguitò esplicitamente la Chiesa delle origini, anche se non accanitamente, comunque per la fede cristiana stessa, che egli riteneva illecita e pericolosa, anziché per un crimine comune, l'omicidio tramite incendio doloso, come fece Nerone.. Traiano subì però la sorte opposta a quella di Nerone presso i posteri: ad esempio Dante Alighieri lo posiziona in Paradiso, anche se pagano, nella sua Divina Commedia, mentre Nerone, e molti altri imperatori, citati come esempi negativi, sono collocati all'Inferno, probabilmente nella schiera dei tiranni, violenti contro il prossimo.
Al riguardo occorre però senz'altro ricordare che nello stesso periodo San Paolo, per avere giustizia, si era appellato proprio al giudizio di Nerone, finendo assolto delle colpe imputategli nel 62. Ancora San Paolo, nella sua Epistola ai Romani, raccomandava l'obbedienza a Nerone. All'epoca di Nerone i cristiani, che erano praticamente una setta fra tante dell'ebraismo, erano assai malvisti anche per via delle agitazioni messianiche che si manifestavano spesso nella comunità giudaica, e per alcune posizioni estremiste e minoritarie tra i cristiani stessi, che identificavano Roma con Babilonia, affermando che la città doveva scomparire nel fuoco, e festeggiando addirittura l'incendio, venendo deplorati dai capi come Pietro, molto più moderati.
Si è ritenuto, addirittura, che Nerone fosse l'anticristo poiché la somma del valore numerico delle lettere che compongono le parole "Cesare Nerone" in lingua ebraica è 666, il numero della seconda Bestia dell'Apocalisse.

## Storiografia moderna
L'immagine di tiranno sanguinario e folle, secondo gli storici moderni, appare parzialmente immeritata per un principe che fu clemente con molti, soprattutto nei primi anni, non amava particolarmente gli spettacoli gladiatori, e promosse opere sociali e pubbliche di grande valore, come l'interrotta riforma fiscale che avrebbe colpito i ceti abbienti in favore della plebe. Inoltre nei suoi ultimi anni, causa la debole personalità dell'imperatore, Nerone era spesso mal consigliato da Tigellino, che non avrebbe esitato a tradirlo per Galba, in cambio di somme di denaro, oltre che da Poppea. I primi a occuparsi di Nerone seriamente furono l'umanista Girolamo Cardano, con il suo Encomius Neronis, e l'illuminista ed enciclopedista Denis Diderot, che analizzò il periodo di Claudio e Nerone, i costumi dell'epoca e gli scritti di Seneca, onde gettare nuova luce sui due imperatori, mentre Voltaire non era convinto che Nerone avesse a che fare con l'incendio, in quanto non ne aveva nessun interesse credibile.
Lo studioso Carlo Pascal fu il primo a mettere seriamente in dubbio, e poi a negare decisamente, che Nerone fosse coinvolto nell'incendio di Roma: egli pensa invece che non tutti i cristiani erano completamente innocenti, una tesi ripresa anche da altri. Schiller descrisse le condizioni effettive del mondo romano in quel periodo, anziché la corte di Nerone e i suoi comportamenti istrionici. Secondo Henderson, a parte, come egli scrive, "l'indole perversa, Nerone fu spodestato da una rivolta organizzata dalla Gallia, non dai crimini in patria", concetto ribadito da Momigliano.
Noto è anche il lavoro storico-biografico divulgativo di Massimo Fini, in cui l'autore rivaluta Nerone, che egli considera una vittima di enormi calunnie, diminuendo la portata dei crimini di cui fu accusato, confutando la teoria dell'incendio e mettendo in luce le riforme neroniane e l'amore del popolo romano verso di lui. Fini, sulla scia di molti storici moderni, riabilita l'imperatore, scagionandolo anche da alcuni omicidi (Britannico, Ottavia, Poppea morta forse per un aborto), attribuiti all'influenza dei suoi consiglieri (Poppea stessa, Tigellino, la madre Agrippina e Seneca, questi ultimi due rimasti vittime loro stessi) sulla debolezza caratteriale e il disinteresse di Nerone per la politica attiva. Egli mette in evidenza anche i delitti di altri imperatori, celebrati dalla storia, mentre in analoghe circostanze Nerone è stato invece colpito da un giudizio negativo, dovuto più alla sua personalità eccentrica e autoritaria che a suoi gesti; ad esempio vengono citati i numerosi omicidi fatti eseguire dall'"imperatore cristiano" Costantino, il quale fece giustiziare il figlio Crispo e assassinare la moglie Fausta, senza che ne derivasse la condanna dei posteri.

## Aspetto fisico, personalità e interessi
Il nome Nerone ("Nero"), conferitogli dopo l'adozione di Claudio, era diffuso nella gens di quest'ultimo, ed è una parola di origine sabina che significa "forte e valoroso".
Come tipico della famiglia paterna, gli Enobarbi ("barba di bronzo"), Nerone aveva i capelli castano chiaro tendenti al biondo o al rossiccio, la barba - talvolta viene raffigurato invece con le basette o sbarbato- di colore rosso e gli occhi azzurri. Era di altezza media, robusto ma con gambe gracili. Era molto miope e per vedere oggetti e persone lontane utilizzava un particolare smeraldo lavorato e levigato.
Fu detto anche "il porrofago" perché era ghiotto di porri. Questo ortaggio, diceva, gli serviva per schiarirsi la voce. Nutrì, secondo Svetonio, oltre che una sfrenata passione per la musica e il canto, anche una discreta passione per la pittura e la scultura. Svetonio parla anche delle sue personali qualità artistiche ricordando come avesse scritto molti componimenti poetici originali.
(Svetonio, Vite dei Cesari, Nero LII)

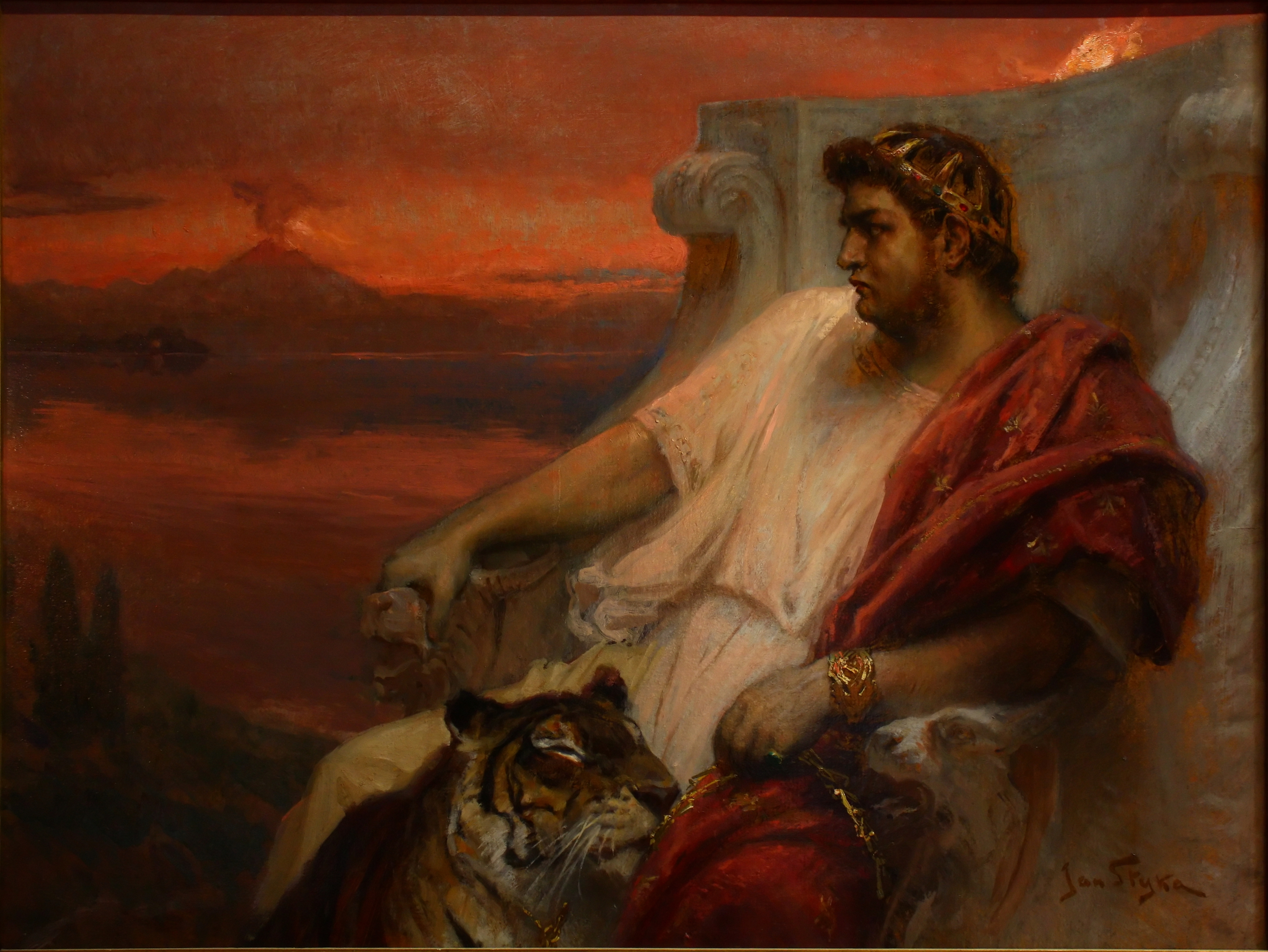
Jan Styka, Nerone a Baia, raffigurato nella sua villa con una tigre, a simboleggiare il suo interesse per le stravaganze e l'esotico. Alle spalle il Vesuvio.

Si cimentò anche pubblicamente come suonatore di cetra, nonché come attore teatrale, esibendosi ripetutamente in numerose parti, specialmente nel teatro sotterraneo da lui fatto costruire a Napoli, sui resti di uno precedente. Petronio Arbitro, nobile cortigiano e scrittore, suicidatosi perché incorso nell'ira di Nerone, avrebbe lasciato una lettera in cui derideva sarcasticamente le capacità artistiche e letterarie dell'imperatore, nota vicenda rielaborata nel romanzo storico Quo vadis?. "Era stranamente tollerante verso gli autori di epigrammi" satirici contro di lui.
Nerone amava moltissimo gli spettacoli musicali, le tragedie greche, e le commedie latine, nonché le corse con le bighe, mentre non amava molto i giochi gladiatorii e il circo in generale, considerati dispendiosi e violenti, che tuttavia organizzava spesso per il popolo. Quando vi assisteva, concedeva sempre la grazia agli sconfitti.
Organizzò inoltre a Roma i Neronia, sul modello dei giochi olimpici, a cui partecipò due anni dopo in Grecia, vincendo gare di poesia e la corsa con i carri (cadde e gli altri sfidanti si ritirarono per timore di superarlo). Secondo Svetonio vinse quasi tutte le gare, corrompendo gli altri concorrenti, perché molto nervoso, e concesse la cittadinanza romana ai giudici di gara. La notizia secondo cui avesse assistito all'incendio di Roma suonando questo strumento è un falso storico: allo scoppio dell'incendio, Nerone si trovava nella sua villa di Anzio e si precipitò a Roma per dirigere l'opera di spegnimento nonché i soccorsi, ai quali partecipò in prima persona.
Se fosse stato nel luogo attribuito, il Palatino, Nerone sarebbe morto nell'incendio. Nerone disprezzava le religioni e non aveva molta fede negli dei, nonostante il suo incarico pubblico, in quanto cesare, di Pontefice massimo; tuttavia, proprio come Tiberio, credeva molto nell'astrologia, negli indovini, nei presagi e negli oracoli, come quello di Delfi, in Grecia, che consultò personalmente. Stando al trattato storico-politico di Tacito, Nerone amava inoltre passare il suo tempo libero nella residenza estiva di Torre di Gianus, dove amava deliziare il palato dei suoi ospiti con delicati manicaretti da lui stesso preparati. Pare che, a differenza di altri della sua famiglia, godesse sin da ragazzo di ottima salute fisica.